# Bodony
Bodony là một thị trấn thuộc hạt Heves, Hungary. Thị trấn này có diện tích 28,97 km², dân số năm 2010 là 750 người, mật độ 26 người/km².